# Freedb
Freedb je baza podataka koja sadrži listu numera, gde je ceo sadržaj pod GNU licencom. Da bi ste pogledali informacije o CD-u preko Interneta, klijent program izvršava heš fuknciju sa CD sadržaja i koristi ga kao disk ID da upita bazu podataka. Ako je disk u bazi podataka, klijent je u mogućnosti da dobije natrag informacije o izvođaču, nazivu albuma i još dodatnih informacija.
Zato što je nasledio ograničenja CDDB-a, freedb nema podataka o kompozitorima. Ovo ograničava primenu kod CD-ova klasične muzike. Osim toga CD-ovi se često ubacuju u bazu podataka od strane raznih ljudi, što dovodi do nedoslednosti pravopisa i konvencije imenovanja preko CD-a. Prvobitno je imenovan na osnovu sada-vlasničkom CDDB-u. Od 24 Aprila 2006 godine, baza podataka sadrži ispod 2,000,000 CD-ova. Od 2007, -projekat sa sličnim ciljevima-ima freedb-ov izlaz koji je dostupan preko njihovih baza podataka.

## Istorija
Originalni softver iza CDDB-a je bio objavljen pod GNU licencom i mnogo ljudi je dalo informacije o CD-ovima, misleći kako će CDDB ostati besplatan. Licenca je kasnije promenjena, ali su se određeni programeri žalili kako nova licenca uključuje određene uslove koje oni ne mogu da prihvate: ako je neko želeo da pristupi CDDB-u, on nije mogao da pristupi drugim bazama podataka nalik na CDDB-u(kao sto je freedb) i svaki program koji koristi CDDB pronalaženje je morao da prikaže CDDB-ov logo dok izvodi pretragu.
U martu 2001 godine, CDDB, sada u posedu od strane -a, zabranjen je pristup svim nelicenciranim aplikacijama, njihovim bazama podataka. Nova licenca za CDDB1 nije više bila dostupna, otkako je Gracenote želeo da primora programere da se prebace na CDDB2 (nova verzija nekompatibilna sa CDDB1-om i sa freedb-om). Promena licence je motivisala freedb projekat koji je i dalje besplatan. 
freedb koriste prvenstveno muzički plejeri, audio označivači i CD programi za narezivanje. Od verzije 6, freedb protokola, freedb prihvata i vreća UTF-8 podatke.

## Klijent programi
Dalje svesne freedb aplikacje uključuju:
- -{Asunder
- Audiograbber
- CDex
- Exact Audio Copy
- foobar2000
- JetAudio
- Mp3tag
- MediaMonkey
- puddletag
- Quod_Libet_(program)}-

## Spoljašnje veze
- freedb.org
- freedb2.org(beta verzija)

## Literatura
https://en.wikipedia.org/wiki/Freedb#Client_software